# 西鯖江站
西鯖江站（日语：／ Nishisabae Eki */?）是位於福井縣鯖江市櫻町，福井鐵道福武線的電車站。車站編號為F5。神明站和此站共同成為福武線於鯖江市的玄關口。兩站都是急行電車的停車站。
JR西日本北陸本線鯖江站位於此站東邊約800米。

## 車站構造

### 站房
為第二代站房，是一座以水泥建成的兩層高建築物，於1995年落成啟用，並於櫻町公民館「櫻桃會館」併設在一起。車站設施設於地下、公民館則設在二樓。站房右側的外牆亦裝有象徵「櫻桃會館」的瓷畫。
車站出入口位於站房中央，進站後為車站大堂；前方為開放式驗票口；左、右兩側均設有售票窗口，但現時只使用右側一方，並只在上午七時至九時才會有站員駐守，其餘時間為無人站。售票窗口前方設有一部自動售票機。右側原為站務室，2009年5月時被改裝成為展示福井鐵道相關歷史的迷你資料館；洗手間位於站房外邊入口左側。再過一點則為市立西鯖江單車停泊場。
不過，因應鯖江市於2016年在站房不遠的櫻町1丁目建成了「鯖江公民館」，「櫻町公民館」也因而停止運作；另外，福鐵也在北府站站房改造成為新的迷你資料館，本站的迷你資料館也停止了運作，只保留鐵路模型路軌及與本站相關的舊物件仍然作展覽之用。

### 月台
設有側式月台2個，以平交道連接。兩邊月台各設有一座以水泥地基建成的木製候車室，其中，靠近站房的2號月台為半開放式候車室；遠離站房的1號月台候車室，左側為全封形候車室；右側為半開放式，均設有候車座椅供乘客使用。而位於平交道附近設有公共電話。
過往靠近站房的月台稱為1號月台；遠離站房為2號月台，但現時編號則為相反，但行進方向並沒有改變。
| 月台 | 路線                   | 上下行 | 方向                     |
| ---- | ---------------------- | ------ | ------------------------ |
| 1    | ■福武線 （鳳凰田原線） | 下行   | 神明、福井站、田原町方向 |
| 2    | ■福武線 （鳳凰田原線） | 上行   | 武生新方向               |

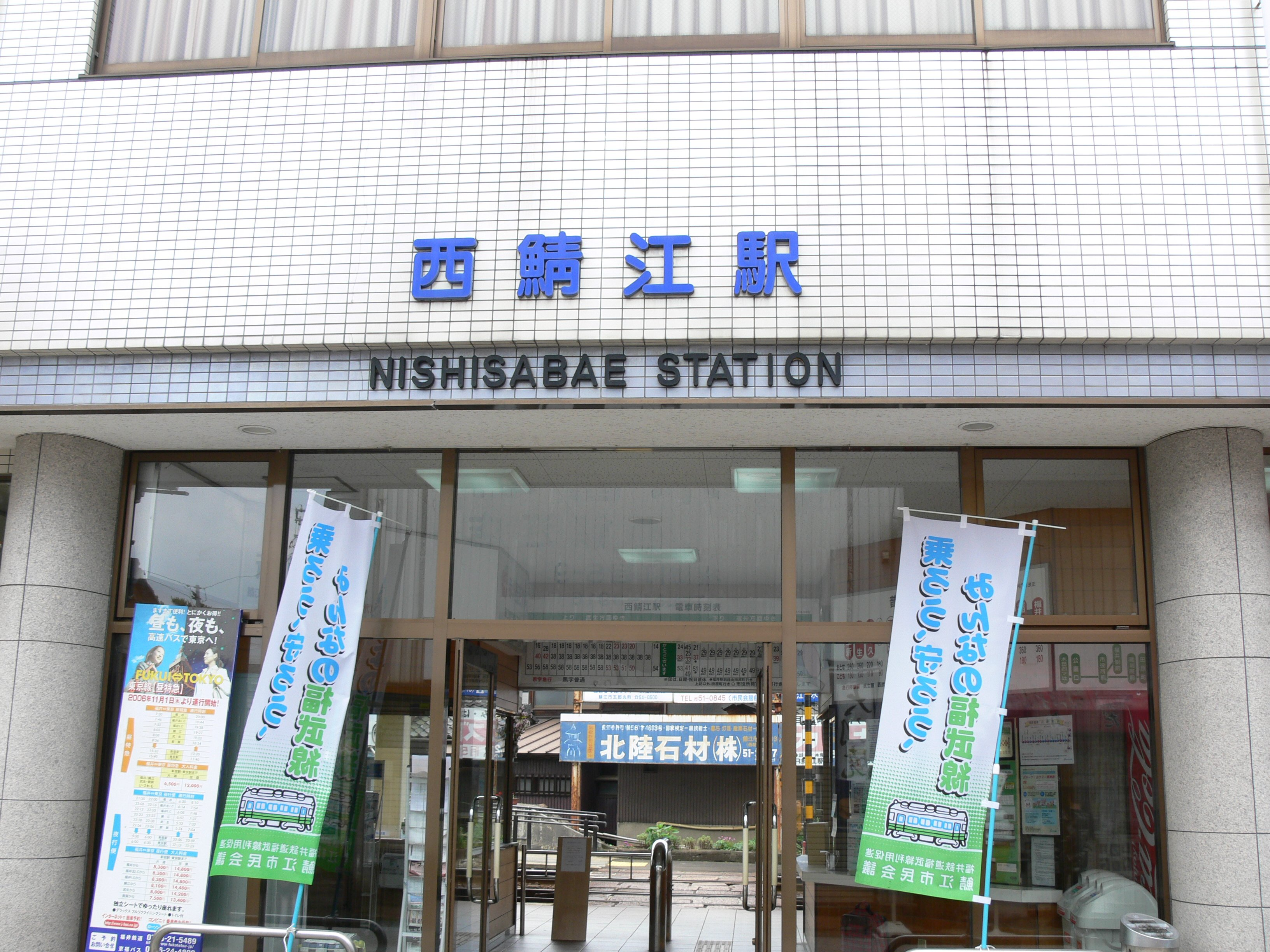
站房入口 （2009年6月6日）
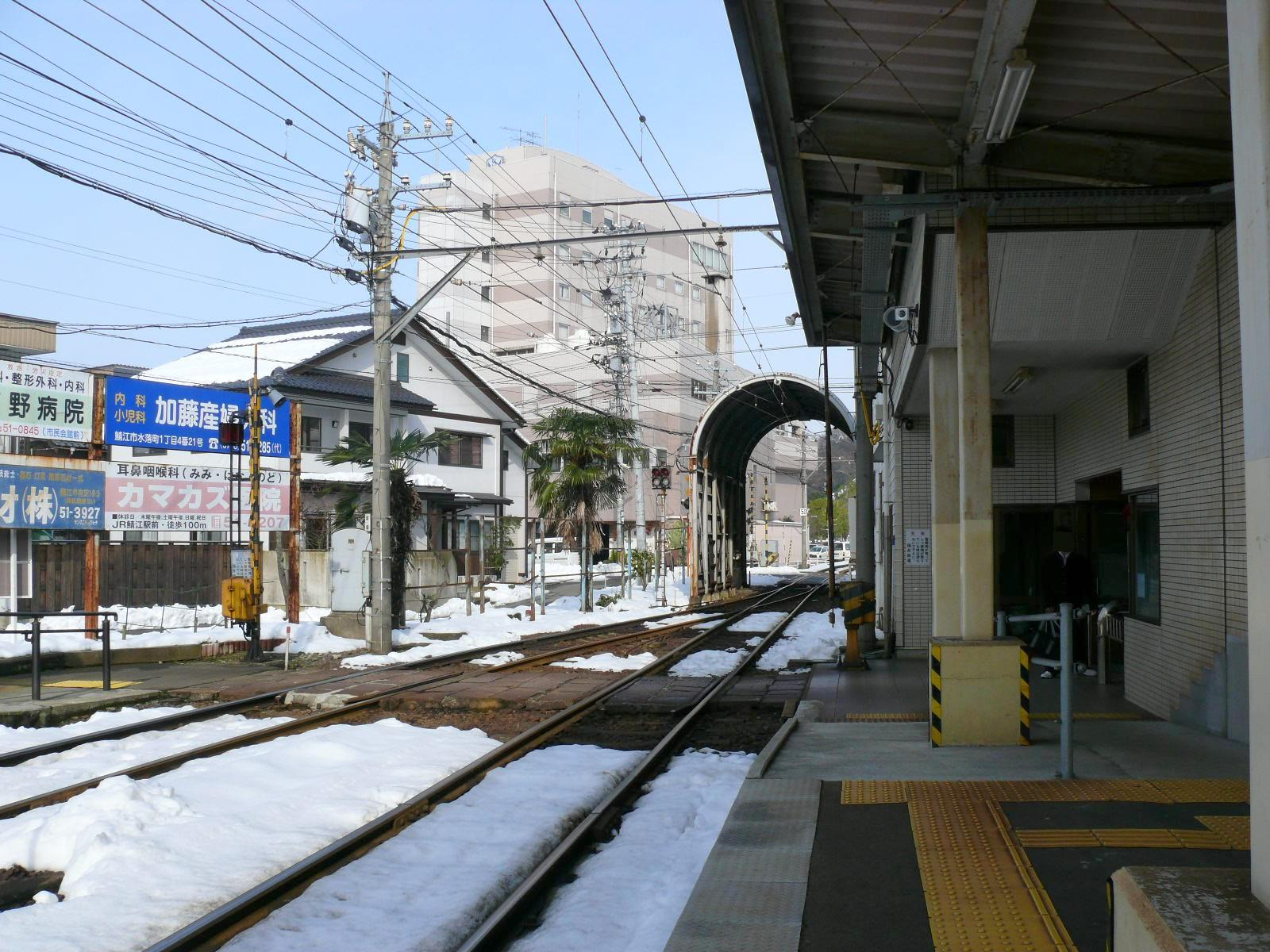
月台望向站內平交道。右邊設有檢票口。 （2010年1月20日）
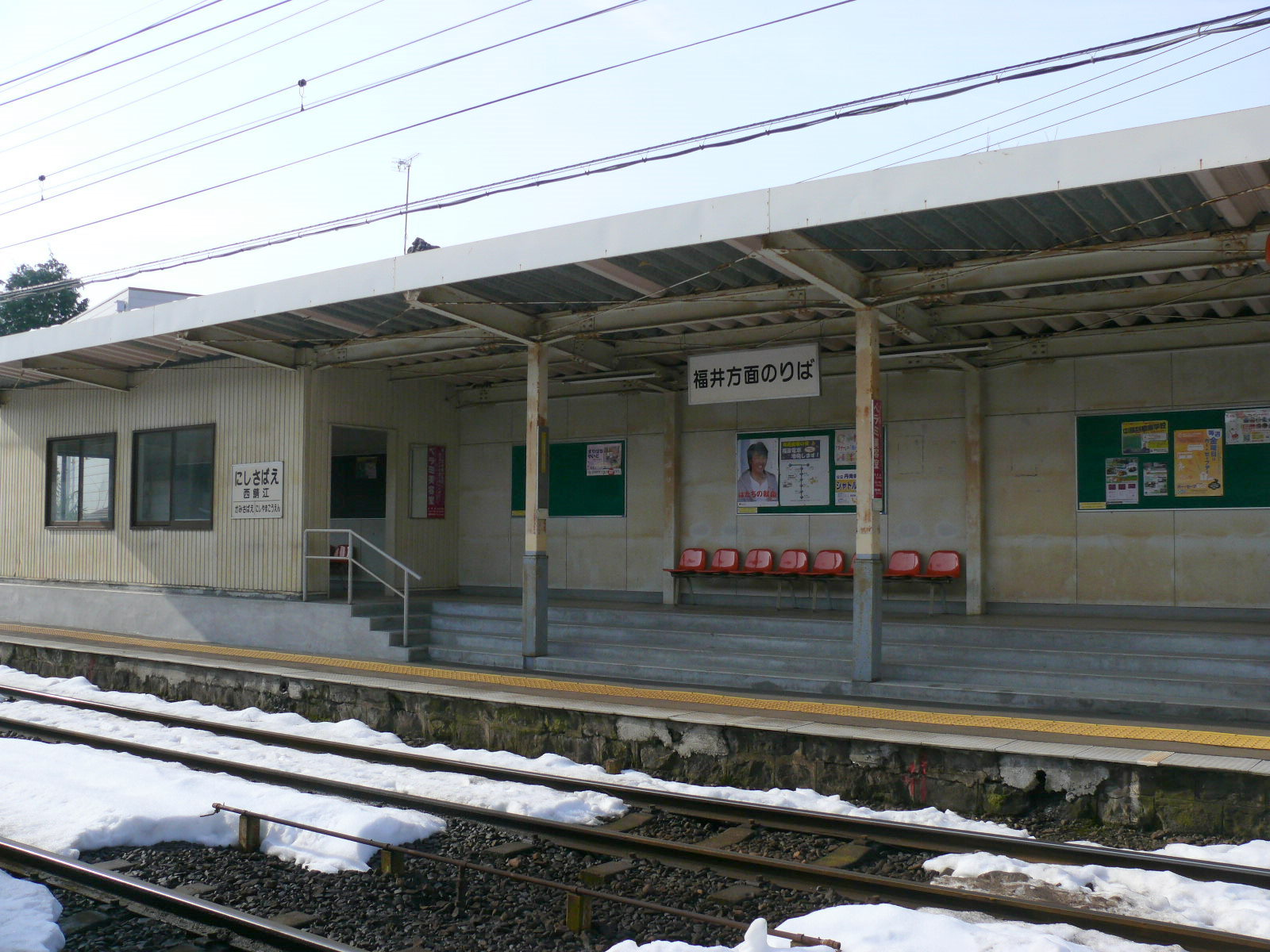
，1號（原為2號）月台和候車室。 （2010年1月20日）

## 歷史
- 1924年2月23日：福武電氣鐵道啟用。
- 1945年8月1日：因應公司合併，成為福井鐵道車站。
- 1995年9月：新站房啟用，是一座2層高建築物。
- 2009年5月：於原站房事務室開設了與福井鐵道有關的迷你資料館。
- 2021年6月1日：車站職員當值時間更改為只在早上服務，另外增設自動售票機[2]。
- 2024年10月11日：可使用ICOCA及全國通用IC卡付款[3][4]。

## 使用狀況
根據「鯖江市統計書」，以下為1日平均乘車人次：
| 乘車人次變化 | 乘車人次變化 |
| 年度         | 1日平均人次  |
| ------------ | ------------ |
| 2001         | 407          |
| 2002         | 388          |
| 2003         | 363          |
| 2004         | 336          |
| 2005         | 345          |
| 2006         |              |
| 2007         | 338          |
| 2008         |              |
| 2009         |              |
| 2010         | 346          |
| 2011         | 327          |
| 2012         | 339          |
| 2013         | 329          |
| 2014         | 339          |
| 2015         | 348          |
| 2016         | 343          |
| 2017         | 314          |
| 2018         | 303          |
| 2019         | 286          |
| 2020         | 203          |
| 2021         | 215          |
| 2022         | 218          |

## 相鄰車站
福井鐵道
■福武線
■急行
家久（F3）－西鯖江（F5）－水落（F7）
■區間急行、■普通
Sundome西（F4）－西鯖江（F5）－西山公園（F6）

## 外部連結
- 福井鐵道西鯖江站 （页面存档备份，存于）（日語）